# Börte
Börte Üjin ou Börte (en mongol : Бөртэ үжин ou Бөртэ ; үжин, üjin signifiant « dame »), née vers 1161 et vraisemblablement morte avant 1227, est une khatan (ou qatun), épouse principale de Gengis Khan et la mère de ses quatre fils héritiers Djötchi, Djaghataï, Ögödei et Tolui.
Börte signifie « aux reflets bleutés », pour désigner un pelage d'animal. Cet adjectif est également utilisé pour désigner le Börte Cino (loup bleu), premier ancêtre mâle mythologique des Mongols. Dans l'édition française de l'Histoire secrète des Mongols, les auteurs ont choisi de traduire les noms mongols, et utilisent « Bleutée » ou « Dame Bleutée » pour nommer Börte.

## Biographie
Börte Üjin, née vers 1161, est la fille de Dei Sechen, aristocrate Khongirad, et d'une femme nommée Tchotan. Elle a trois frères, Anchen, Huohu et Che. 
À l'âge de neuf ans, elle est promise par son père à Temüdjin (le futur Gengis Khan), fils aîné de Yesügei, seigneur des Qiyat et aristocrate Bordjigin. Le père de Temüdjin est assassiné par les Tatars, alors qu’il revient chez lui après avoir fiancé son fils. La famille de Yesügei est alors écartée du pouvoir et Temüdjin connaît plusieurs années d’errance, reconstituant petit à petit un patrimoine.
Entre 1178 et 1183, a lieu le mariage de Temüdjin et de Börte. Entre 1179 et 1184, elle est enlevée par les Merkit et reste entre leurs mains pendant environ neuf mois. Temüdjin réussit finalement à la libérer avec l’aide de Toghril, khan des Kerait, et de Djamuqa, chef des Djadjirat. Elle est alors enceinte de huit mois, ce qui suscite des doutes sur la paternité de son enfant. Temüdjin reconnaît cependant le fils qu’elle met au monde, Djötchi. Par la suite, naîtront trois autres fils et cinq filles. Börte restera toute sa vie l’épouse principale et ses fils seront les seuls héritiers officiels de Gengis Khan.
En 1206, Temüdjin, après une série de guerres et d'alliances mouvantes, est nommé par le qüriltaï (assemblée plénière), Tchingis Khagan et Börte est l'épouse qui figure à ses côtés lors de la cérémonie.  
Lorsque son époux est en campagne, elle assiste son beau-frère Temüge chargé de gouverner la Mongolie. 
Certaines sources ont spéculé que Börte exerce la régence après la mort de Gengis Khan ; cependant, il est vraisemblable qu'elle soit en fait décédée avant son époux mais après 1206/07, peut-être entre 1219 et 1224. Selon les hypothèses, l'année de son décès est ainsi fixée soit avant 1227, soit aux alentours de 1230.

## Descendance
Du mariage de Temüdjin et Börte, naissent quatre fils :  
- Djötchi (1182-1227), dont la paternité est douteuse, mais qui est reconnu par Temüdjin :
- Djaghataï (1184-1241)
- Ögödei (1186-1241), deuxième khan des Mongols
- Tolui (1190-1232), père de Möngke, quatrième khan, et de Kubilai, cinquième khan.

Ils ont aussi eu cinq filles : 
- Khojen Beki, également appelée Fujin Beki ; d’après Rashid al-Din, elle était l’aînée des enfants de Gengis Khan et de Börte, et serait donc née en 1181 (ou 1185); fiancée en 1202 à Tusakha, fils de Senggum, fils de Toghril, Khan des Kerait ; mariée avant 1206 à Butu, fils de Nekün, aristocrate Ikire[10], veuf de Temülün, sœur de Gengis Khan

- Alaqai Beki, née vers 1188/1191, mariée en 1207 à Alaqush Digit Quri, roi des Ongüt (mort en 1211) ; remariée en 1211 à Jingue, neveu de Alaqush Digit Quri (mort en 1221) ; remariée vers 1225 à Boyaohe, fils d'Alaqush Digit Quri ; de son second mari, elle eut un fils :
  - Naküdai, marié à Dümügan, fille de Tolui

- Tümelün, née en 1192 ; mariée avant 1206 à Chigu, fils d’Anchen, fils de Dei Sechen, roi des Onggirat
- Altalun, née en 1193 ; mariée avant 1206 à Olar, chef Olqunu’ut ;  remariée à Taichu, fils d’Olar, chef des Olqunu’ut ; remariée  après 1227 à Barshuq Art Tegin, roi des Uighurs ; morte peu après 1227
- Checheyigen, née en 1194 ; mariée en 1207 à Törölchi, fils de Quduka beki, roi des Oirat, dont elle a eu trois fils et cinq filles:
  - Buqa Timur ;
  - Burtua ;
  - Pars Buqa, marié à Eli Timur, fille de Tolui ;
  - Eli Chiqmish Khatun, épouse principale d'Ariq Böke, fils de Tolui ; remariée à Nairaqu Buqa, fils d'Ariq Böke (tradition mongole du Lévirat) ;
  - Kubak Khatun, épouse de Hülegü, fils de Tolui ;
  - Orqïna Khatun, épouse de Qara Hülegü, fils de Muatugan, fils de Djaghatai ; remariée à Alghu, fils de Baidar, fils de Djaghatai ;
  - Oljei Khatun, épouse de Hülegü, fils de Tolui ; remariée en 1265 à Abaqa, fils de Hülegü ;
  - Küchü Khatun, épouse de Toqoqan, fils de Batu, second fils de Djötchi.